# Scutellaria grandiflora
Scutellaria grandiflora là một loài thực vật có hoa trong họ Hoa môi. Loài này được Sims miêu tả khoa học đầu tiên năm 1803.